# Laura Castro
Laura Castro Silva (Monterey, 7 de dezembro de 2002) é uma atriz, cantora, dubladora, multi-instrumentista, compositora e youtuber brasilo-estadunidense. Se destacou sendo integrante da girl band BFF Girls ao lado de Bia Torres e Giulia Nassa. Em 2023 deu voz a princesa Ariel (Halle Bailey) na versão live-action da Walt Disney Pictures, A Pequena Sereia (2023).

## Carreira

### 2015–19: Início na música e no teatro
Morou na França por dois anos, onde fez aulas de canto e piano por um ano. Ao chegar ao Brasil, intensificou as aulas de música, canto e dança. Em 2015, fez sua estreia no teatro musical com o espetáculo Natal Mágico no Teatro Bradesco.
Em 2017 participou do The Voice Kids 2, no time de Ivete Sangalo. Fez o musical Castelo Rá-Tim-Bum como Biba, uma das protagonistas ainda em 2017. Em 2018, participou como atriz da Escola de Gênios, do canal Mundo Gloob, de julho a dezembro de 2018.

### 2019–24:BFF Girls
Em janeiro de 2019, Laura recebeu o convite da Sony Music Brasil para integrar as BFF Girls – como substituta à integrante Laura Schadeck, que saiu para iniciar sua carreira solo –, se juntando às demais integrantes, Bia Torres e Giulia Nassa. Ainda em 2019, o trio lançou seu primeiro EP autoral, intitulado "Nossa Vibe". As 3 faixas inéditas ("Minha Vibe", "Flashback” e "Com Você") apresentadas também ganharam clipes com diferentes cenários, mas que fazem parte de uma mesma narrativa. No segundo semestre, o trio ainda emplacou a música autoral “Não Vamos Parar” na trilha sonora do fime Angry Birds 2.
Em 2020, o trio lançou seu primeiro longa, intitulado O Melhor Verão das Nossas Vidas, com estreia em 23 de janeiro de 2020 em mais de 365 salas no Brasil com a participação dos atores Maurício Meireles, Enrico Lima, Carioca, Michele Machado, Giovanna Chaves, Bela Fernandes, Rafael Zulu, Gisele Prattes, entre outros.
Em 2023, o grupo BFF Girls participou como protagonistas da série Use Sua Voz produzida pela HBO Max em parceria com a Floresta e Cartoon Network. Em 4 de maio foi lançado a série original Netflix, Rainha Charlotte: Uma História Bridgerton, onde Laura foi escalada para ser a voz da versão jovem da rainha Charlotte (India Amarteifio). Ainda em maio, no dia 25 foi lançado a nova versão em live-action de A Pequena Sereia da Walt Disney Pictures onde Castro dubla a princesa Ariel (Halle Bailey). Em um encontro gravado em vídeo durante a pré-estreia do filme no México, Laura e a Yatzil Aguirre, que dublou a Ariel na versão live-action em espanhol da América-Latina, tiveram a oportunidade de conhecerem Halle Bailey pessoalmente. Em 19 de agosto o inovador espetáculo "Disney Princesa, O Espetáculo", criado nos Estados Unidos, chegou ao Brasil reunindo no palco a fantasia do mundo das Princesas da Disney, personagens icônicas do cinema, e as canções que se eternizaram nos filmes estrelados por elas na voz de grandes artistas brasileiros. O espetáculo teve apresentações nas cidades de São Paulo e Rio de Janeiro com seu elenco formado por Laura Castro, Aline Serra, Pâmela Rossini, Jullie, Helena Bastos, Lola Borges, Caio Giovani, Bruno Fraga e Laura Visconti. Em 5 de setembro foi anunciado os principais nomes do novo filme da escritora Thalita Rebouças, onde Laura estrelaria como Julinha juntamente com suas colegas de elenco Gabriella Saraivah e Bela Fernandes como trio protagonista do
longa. As filmagens do filme ocorreram no Rio de Janeiro de 18 de setembro a 23 de outubro. Em 18 de dezembro foi revelado que Castro foi convidada para estrelar o espetáculo "Disney Princess", desta vez em turnê por países como Japão e Coreia do Sul em 2024.
Em junho de 2024, estreou a série do universo Star Wars, The Acolyte, que teve a oportunidade de dar voz as gêmeas Osha e Mae Aniseya, ambas interpretadas pela Amandla Stenberg. Em 1º de julho, foi divulgado pelo próprio SBT que seria a nova apresentadora do CaveCast, um podcast sobre a nova novela da emissora A Caverna Encantada, ao lado de Nicholas Torres, ator que interpretou Jaime na novela Carrossel. Em 3 de outubro, foi revelado o primeiro nome do elenco de Meninas Malvadas - O Musical, primeira montagem brasileira exclusiva do Teatro Santander, com Laura Castro escalada à interpretar Cady Heron. Em 10 de outubro, o tão aguardado filme Tudo por um Pop Star 2 finalmente estreou nos cinemas brasileiros Em 10 de novembro, ainda em 2024, através de um comunicado, as integrantes confirmaram o encerramento das atividades das BFF Girls "depois de 5 anos cheios de sonhos realizados".

### 2025-presente:  Teatro Santander
Em 15 de janeiro de 2025, o filme Tudo por um Pop Star 2, sucesso lançado nos cinemas no ano anterior, chega a plataforma de streaming Disney+. Em 13 de abril, estreou a primeira montagem brasileira do sucesso da Broadway, Meninas Malvadas - O Musical escrito por Tina Fey, com Laura Castro estrelando como Cady Heron, ao lado das poderosas: Anna Akisue como Regina George, Gigi Debei como Gretchen Wieners e Aline Serra como Karen Smith. Em 21 de maio, mais um sucesso da Broadway ganha sua primeira montagem em solo brasileiro. Também realizado no Teatro Santander, Dreamgirls, tem sua estreia a partir de 31 de julho, com Laura Castro como Deena Jones, Samantha Schmütz como Lorell Robinson, Letícia Soares como Effie White, e Toni Garrido como Curtis Taylor Jr.

## Discografia

### Singles
| Ano  | Canção                                                          | Álbum                        |
| ---- | --------------------------------------------------------------- | ---------------------------- |
| 2017 | "Apologize"                                                     | Não associado a nenhum álbum |
| 2017 | "Jardins da Babilônia" (part. Juliana Gorito e Luiza Savattone) | Não associado a nenhum álbum |
| 2017 | "Pra Rua Me Levar"                                              | Não associado a nenhum álbum |

### Singlespromocionais
| Ano  | Canção                           | Álbum                        |
| ---- | -------------------------------- | ---------------------------- |
| 2018 | "Zuri" (Macakids e Laura Castro) | Não associado a nenhum álbum |

### Outras canções
| Ano  | Canção                            | Álbum                                                       |
| ---- | --------------------------------- | ----------------------------------------------------------- |
| 2023 | "Parte Do Seu Mundo"              | A Pequena Sereia (2023 Trilha Sonora Original em Português) |
| 2023 | "Parte Do Seu Mundo (Reprise)"    | A Pequena Sereia (2023 Trilha Sonora Original em Português) |
| 2023 | "Tudo Tão Novo"                   | A Pequena Sereia (2023 Trilha Sonora Original em Português) |
| 2023 | "Parte Do Seu Mundo (Reprise II)" | A Pequena Sereia (2023 Trilha Sonora Original em Português) |

## Filmografia

### Televisão
| Ano  | Título            | Personagem              | Notas                          |
| ---- | ----------------- | ----------------------- | ------------------------------ |
| 2018 | Escola de Gênios  | Rosa                    | Episódio: "Mistério Explosivo" |
| 2021 | Fuja Se For Capaz | Participante (1º lugar) | 1ª Temporada                   |
| 2023 | Use Sua Voz       | Laura                   |                                |

### Filmes
| Ano  | Título                          | Personagem |
| ---- | ------------------------------- | ---------- |
| 2020 | O Melhor Verão das Nossas Vidas | Ela mesma  |
| 2023 | Desapega!                       | Julia      |
| 2023 | Escola de Quebrada              | Camilla    |
| 2024 | Tudo por um Popstar 2           | Julinha    |

## Dublagem

### Animações
| Ano    | Título                           | Papel          | Atriz               |
| Séries | Séries                           | Séries         | Séries              |
| ------ | -------------------------------- | -------------- | ------------------- |
| 2023   | Ridley Jones: A Guardiã do Museu | Capitã Finn    | Kimberly Brooks     |
| 2023   | Pokémon: Ventos de Paldea        | Noêmia         | Eriko Matsui        |
| 2023   | Academia Unicórnio               | Layla Fletcher | Kamaia Fairburn     |
| 2025   | Rei Lobo                         | Whitley        | Nina Barker Francis |

### Filmes
| Ano  | Título               | Papel               | Atriz           |
| ---- | -------------------- | ------------------- | --------------- |
| 2023 | A Pequena Sereia     | Ariel               | Halle Bailey    |
| 2024 | Bob Marley: One Love | Rita Marley (jovem) | Nia Ashi        |
| 2024 | Suncoast             | Laci                | Daniella Taylor |

### Séries
| Ano  | Título                                    | Papel                    | Atriz            |
| ---- | ----------------------------------------- | ------------------------ | ---------------- |
| 2023 | Rainha Charlotte: Uma História Bridgerton | Rainha Charlotte (jovem) | India Amarteifio |
| 2023 | Élite                                     | Fikile "Fiks" Bhele      | Khosi Ngema      |
| 2023 | Doctor Who: Especiais                     | Ruby Sunday              | Millie Gibson    |
| 2024 | Doctor Who                                | Ruby Sunday              | Millie Gibson    |
| 2024 | The Acolyte                               | Osha e Mae Aniseya       | Amandla Stenberg |
| 2024 | Minha Lady Jane                           | Elizabeth I "Bess"       | Abbie Hern       |

### Games
| Ano  | Título         | Papel            | Voz Original |
| ---- | -------------- | ---------------- | ------------ |
| 2023 | Honor of Kings | Mari Capoeirista | —            |